# Portaeromobili
Una portaeromobili è una unità navale militare destinata al trasporto, al lancio ed al recupero di aeromobili, differisce quindi da una portaerei e da una portaelicotteri perché è concepita per essere dotata sia di aerei che di elicotteri e quindi il suo comportamento e utilizzo in combattimento (sia tattico che strategico) è totalmente diverso da entrambe. 

Comparazione (dall'alto in basso, da sinistra a destra): superportaerei, portaerei standard e portaeromobili

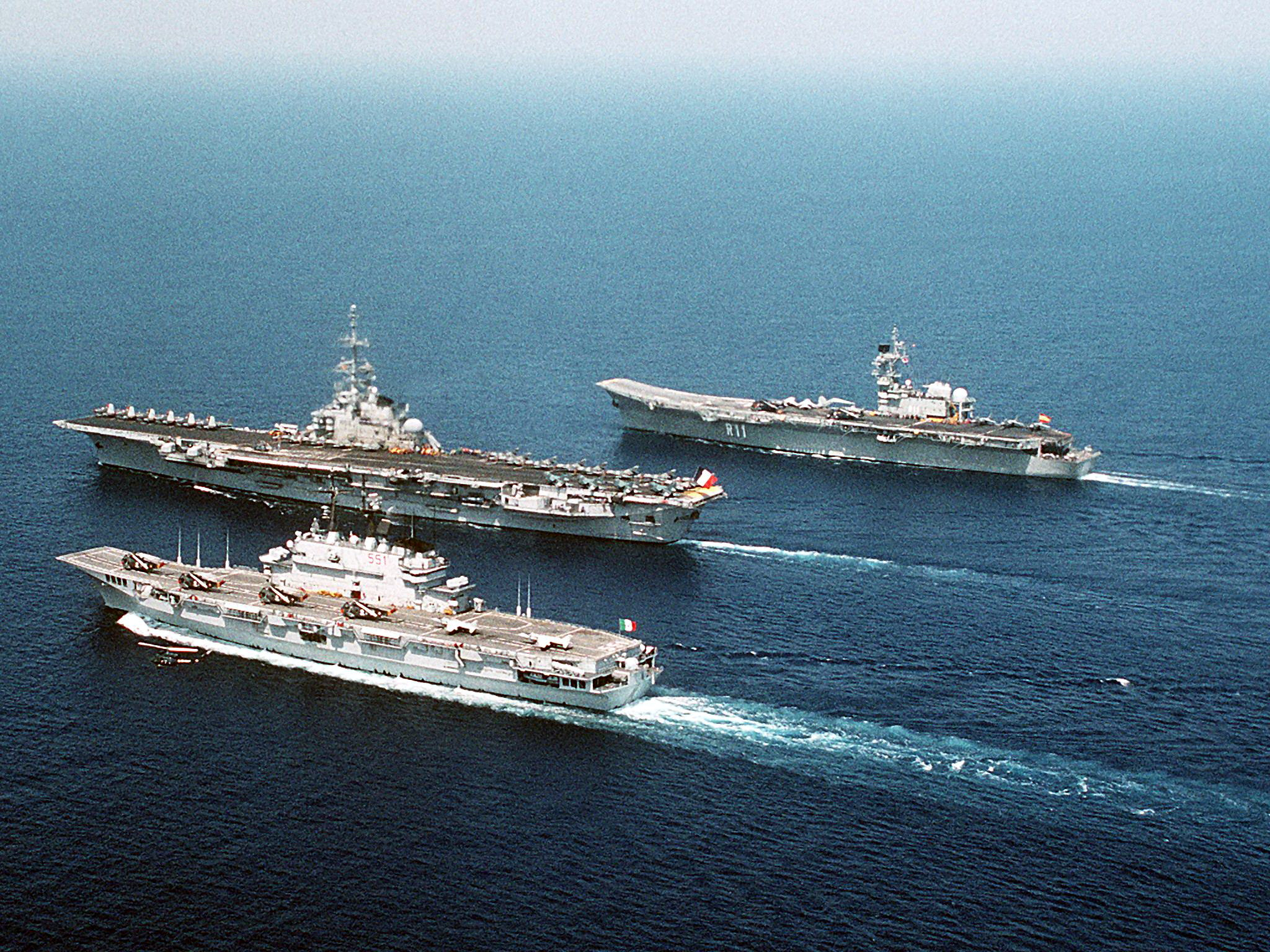
La portaerei (al centro) tra le portaeromobili (in alto) e (in basso)

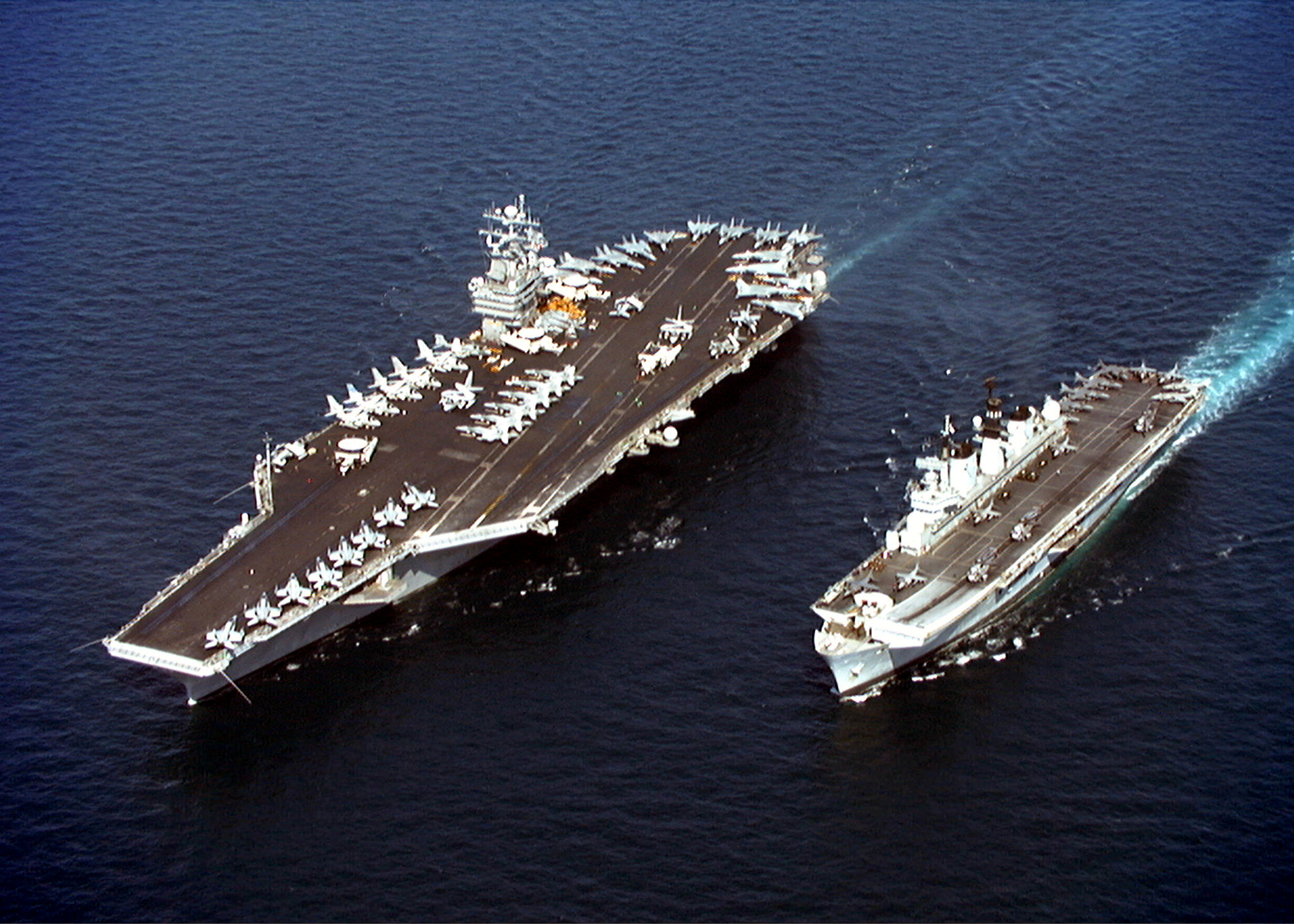
La superportaerei (a sinistra) e la portaeromobili (a destra)

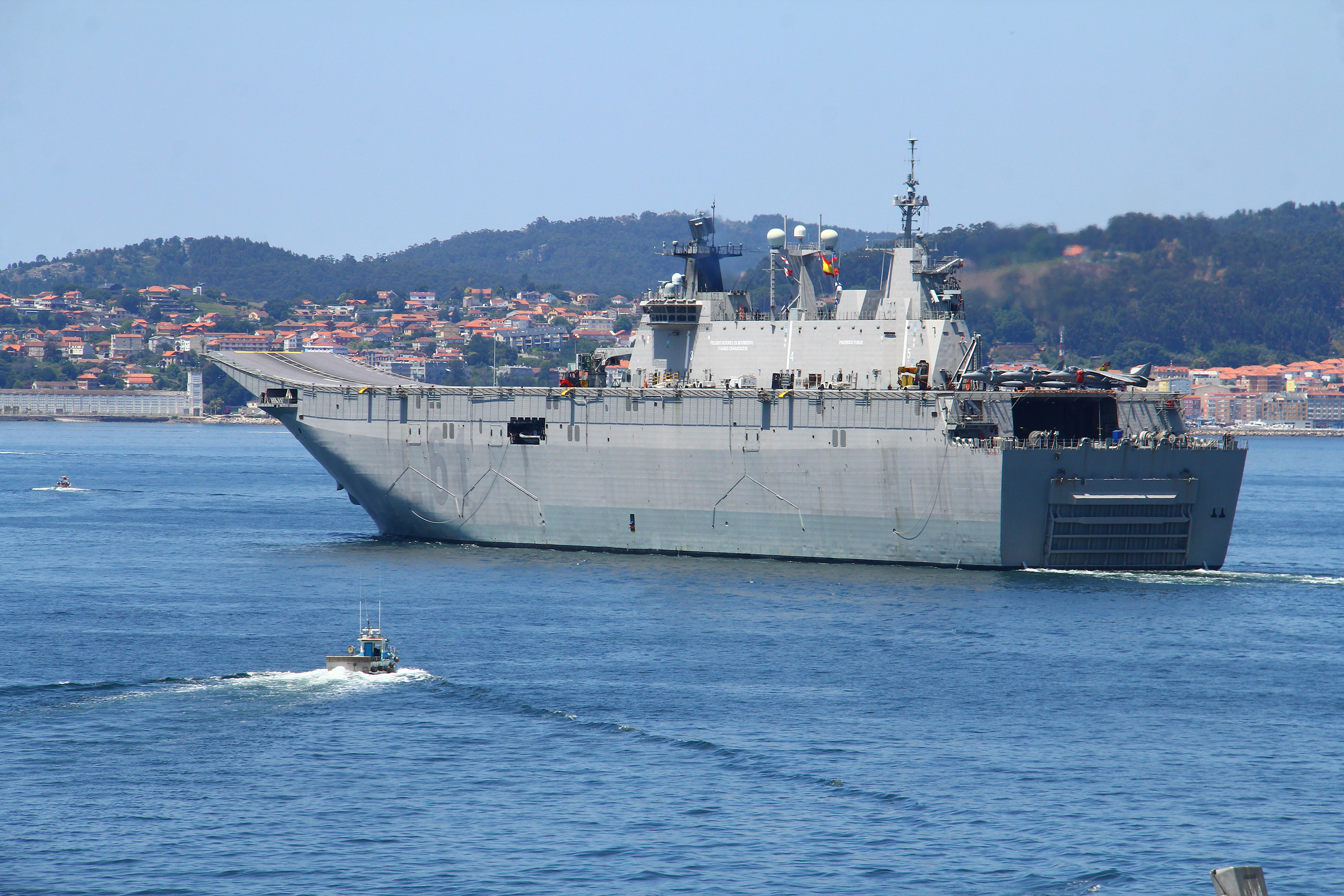
La Juan Carlos I

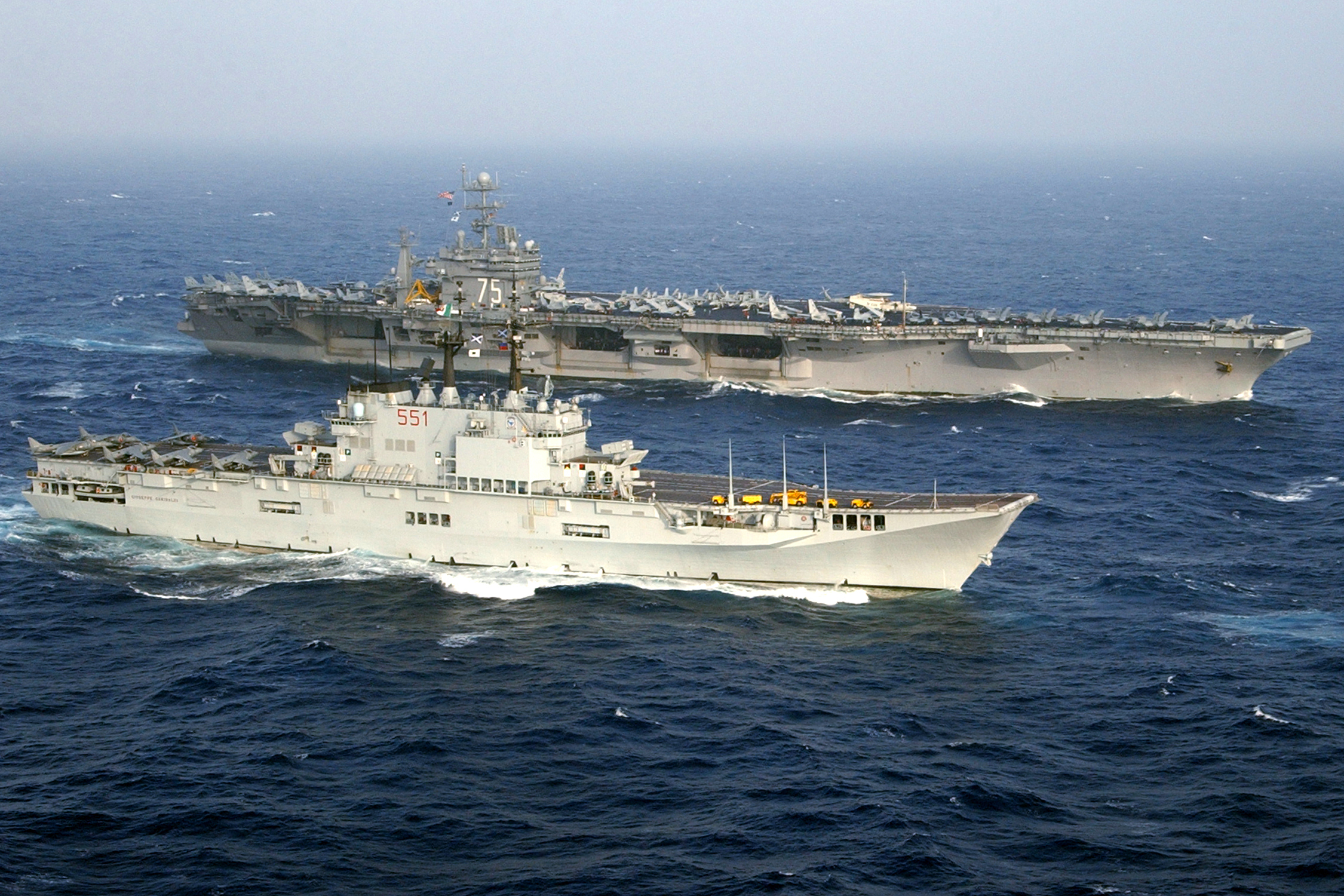
La superportaerei (in alto) e la portaeromobili (in basso)

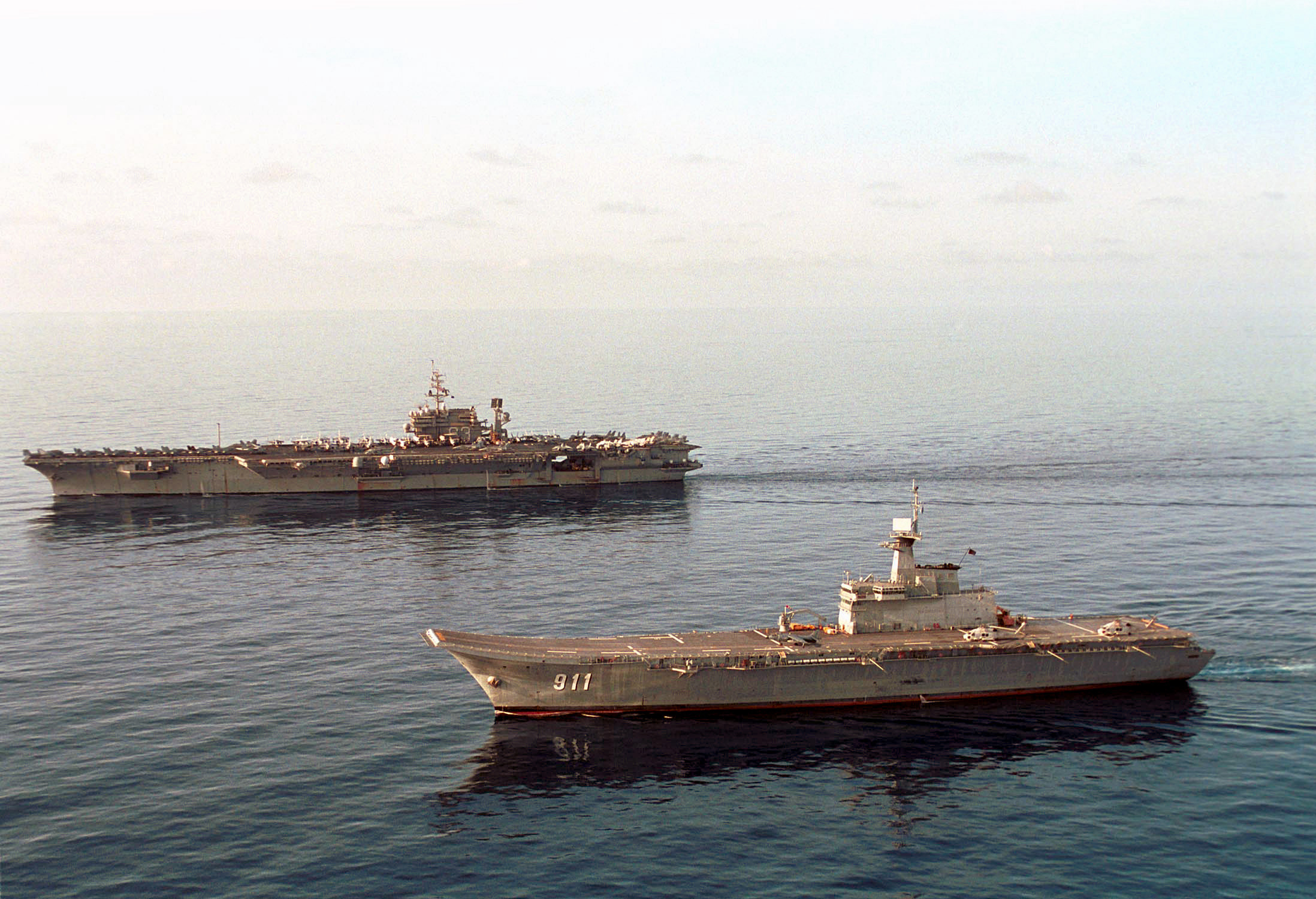
La superportaerei (in alto) e la portaeromobili (in basso)

L'incrociatore portaeromobili sovietico Novorossijsk della, con a bordo, sul ponte a poppa, uno Yakovlev Yak-38

## Descrizione
La differenza tra portaerei e portaeromobili, risiede nella capacità delle prime di imbarcare aerei in grado di agire in profondità e di assicurare la superiorità aerea, inoltre si potrebbero considerare portaere' quelle navi di oltre 40.000 ton capaci di missioni di proiezione di potenza e portaeromobili quelle navi di 12.000/20.000 ton capaci di missioni di difesa della forza navale. Le portaerei sono navi in grado di imbarcare oltre 40 aerei del peso di oltre 20 t e di garantire oltre 40 sortite giornaliere; le portaeromobili imbarcano non oltre 20 aerei del peso di massimo 10 t e garantiscono non più di 30 sortite giornaliere.
In quest'ottica, nel 2000, un rapporto del Senato francese riassumeva che gli Stati Uniti disponevano di 12 portaerei – porte-avions – (Kitty Hawk, Enterprise e Nimitz) e di 12 portaelicotteri d'assalto – porte-hélicoptères d'assaut – (Tarawa e Wasp), la Russia disponeva di una sola portaeromobili (Admiral Kuznecov), il Regno Unito disponeva di 3 portaeromobili (classe Invincible) e di una porta-elicotteri d'assalto LPH (Ocean), la Spagna disponeva di una sola portaeromobili (Principe de Asturias), l'Italia disponeva di una sola portaeromobili (Giuseppe Garibaldi), la Thailandia disponeva di una sola portaeromobili (Chakri Naruebet) e la Francia disponeva di una sola portaerei (Charles de Gaulle).
Le operazioni aeronavali durante guerra delle Falkland (condotte dalla Hermes e dalla Invincible entrambe STOVL) rappresentarono tutti i pregi e i difetti del binomio portaeromobili-velivoli STOVL. In queste operazioni, alcune nazioni trovarono la conferma della bontà della via intrapresa con la realizzazione di unità di tale tipo (l'Italia con la portaeromobili Giuseppe Garibaldi, la Spagna con la Principe de Asturias, l'India con la modernizzazione (all'epoca) in corso della Viraat), altre invece trovarono conferma della propria avversione a tali soluzioni. In particolare le portaeromobili non consentivano l'impiego di aerei AEW e il trasporto di un consistente numero di aerei. «Dall'utilizzo pratico, infatti, emerse chiaramente che, pur nel momento del suo massimo fulgore, il complesso di tutte le unità portaeromobili disponibili in Europa (tre Invincible e una Ocean britanniche, la Principe de Asturias spagnola, la Giuseppe Garibaldi italiana: sei unità in tutto), difficilmente avrebbe potuto offrire un rateo di sortite decisamente superiore a quello che la sola Francia avrebbe potuto generare con le sue due vecchie portaerei convenzionali classe Clemenceau, benché queste imbarcassero velivoli non certo allo stato dell'arte, e nemmeno lontanamente avrebbero potuto paragonarsi alle spaventose capacità di una sola unità statunitense classe Nimitz».
Le portaeromobili consentono un certo grado di partecipazione a operazioni multinazionali complesse, infatti sia le Invincible britanniche sia la Giuseppe Garibaldi italiana hanno prestato servizio in recenti operazioni militari (dal Kosovo all'Afghanistan), ma non si sono dimostrate indispensabili. La Gran Bretagna, che ha dato origine a tale metodologia d'impiego (portaeromobili e aerei STOVL), ha deciso di abbandonare tale soluzione a favore di una configurazione classica con unità decisamente più grosse e capaci; la Spagna ha realizzato la Juan Carlos I, una nave anfibia tuttoponte con bacino allagabile e con secondarie e limitate capacità aeree; l'India progetta due unità Vikrant, la prima STOBAR e la seconda CATOBAR. L'Italia invece ha deciso di continuare sulla strada delle portaeromobili con la Cavour, portando però tale concetto alle estreme conseguenze, in pratica, costruendo una portaerei delle dimensioni della Hermes britannica delle Falkland.
La Cavour non è una portaerei strategica come quelle in costruzione dagli inglesi (la classe Queen Elizabeth) o come quella programmata dai francesi (la PA 2, poi abbandonata), la portaereomobili italiana, «coi noti limiti alle capacità di impegno militare proiettivo, (…) non può essere considerata altro che una piattaforma mobile interforze, gestita dalla Marina per competenza tecnica specifica».
In sintesi, le portaeromobili imbarcano aerei di tipo STOVL a decollo corto ed atterraggio verticale e sono dotate spesso di sky jump, di un trampolino a prua per facilitare il decollo.

Le portaerei sono invece di tipo STOBAR o CATOBAR e, dal secondo dopoguerra, hanno solitamente il ponte di volo obliquo.
Generalmente, con il termine portaeromobili ci si riferisce anche a quelle navi anfibie con un ponte di volo continuo che permette l'uso di aerei ad atterraggio verticale (STOVL,  V/STOL, VTOL) quali l'Harrier o, in futuro, il JSF; la L del pennant number o l'LPH / LHA / LHD dell'hull classification symbol rimandano infatti alla categoria delle navi anfibie.

### Terminologia
Il termine portaeromobili è traducibile in francese con porte-aéronefs, mantenendo quindi una distinzione (linguistica) da portaerei che viene tradotto con porte-avions; in inglese si usa in entrambi i casi il termine aircraft carrier (da notare che, in inglese, "aircraft" significa "aeromobile", mentre "airplane" significa "aeroplano"). Dal punto di vista terminologico, un aeromobile (in inglese aircraft) è sia un aereo che un elicottero; una portaeromobili dovrebbe essere quindi considerata una nave in grado operare sia con aerei (portaerei) che con elicotteri (portaelicotteri).

## Unità portaeromobili
L'elenco seguente comprende le unità "portaeromobili" che imbarcano o imbarcavano aerei STOVL; non sono ricomprese le unità anfibie (di tipo: LHA, LHD e LPH), le portaerei e le portaelicotteri.
| Marina              | Classe       | Nome                 | Sigla   | In servizio | In costruzione | Dismessa |
| ------------------- | ------------ | -------------------- | ------- | ----------- | -------------- | -------- |
| Armada Española     | Independence | Dedalo               | R-01    | -           | -              | si       |
| Armada Española     | -            | Principe de Asturias | R-11    | -           | -              | si       |
| Royal Navy          | Centaur      | Hermes               | R12     | -           | -              | si       |
| Royal Navy          | Invincible   | Invincible           | R05     | -           | -              | si       |
| Royal Navy          | Invincible   | Illustrious          | R06     | -           | -              | si       |
| Royal Navy          | Invincible   | Ark Royal            | R07     | -           | -              | si       |
| Kaijō Jieitai       | Izumo        | Izumo                | DDH     | -           | si             | -        |
| Kaijō Jieitai       | Izumo        | Kaga                 | DDH     | -           | si             | -        |
| Indian Navy         | Majestic     | Vikrant              | R11     | -           | -              | si       |
| Indian Navy         | Centaur      | Viraat               | R22     | -           | -              | si       |
| Marina Militare     | -            | Giuseppe Garibaldi   | C 551   | -           | -              | si       |
| Marina Militare     | -            | Cavour               | C 550   | si          | -              | -        |
| Kongthap Ruea Thai  | -            | Chakri Naruebet      | CVH-911 | si          | -              | -        |
| Voenno-morskoj flot | Kiev         | Kiev                 | 062     | -           | -              | si       |
| Voenno-morskoj flot | Kiev         | Minsk                | 117     | -           | -              | si       |
| Voenno-morskoj flot | Kiev         | Novorossiysk         | 137     | -           | -              | si       |
| Voenno-morskoj flot | Kiev         | Admiral Gorshkov     | 079     | -           | -              | si       |